# Romeo and Juliet (саундтрек, 1968)
Звукова доріжка до кінофільму Ромео і Джульєтта 1968 року, автором та диригентом якої був Ніно Рота. Спочатку її було випущено на грамплатівці, яка містила дев'ять композицій, зокрема пісню «What Is a Youth» (укр. Що є юнак?) на музику Ніно Рота й вірші Юджина Волтера у виконанні Ґлена Вестона. Музикальний супровід отримав Срібну Стрічку Італійського національного синдикату кіножурналістів 1968 року, а також його було номіновано на дві інші нагороди ( Премію BAFTA за найкращу музику до фільму 1968 року та Премію «Золотий глобус» за найкращу музику до фільму 1969).

## Склад
Первісний перелік творів містить урочисті гімни, уривки пісень, композиції для балу і для мандрівного тромбоніста.
Нео-єлизаветинська балада «What Is a Youth» звучить у виконанні трубадура під час балу в будинку Капулетті, де вперше зустрічаються Ромео і Джульєтта. Первісний текст пісні «What Is a Youth» запозичено з пісень з інших п'єс Шекспіра, зокрема Дванадцята ніч і Венеційський купець. Хоча вважається, що перший рукопис, зроблений Рота, втрачено, відомо, що первісною тональністю теми кохання була Соль мінор. Партію Ромео характеризували як «тему у повільному темпі в мінорній тональності, перше виконання якої містило соло на англійському ріжку у супроводі струнних інструментів». У сцені, де Ромео бачить, як Джульєтта танцює з членами своєї родини, тему розкрито завдяки соло гобоя на тлі тремоло струнних інструментів.

## Реакція
У 1968 журнал Billboard назвав партитуру «блискучою і зворушливою». Сучасник Джон Магоні з The Hollywood Reporter визначив партитуру як «одну з найкращих і найсильніших складових», звертаючи увагу на те, що «історична балада на слова Юджина Волтера „What Is A Youth“ утворює ідеальну атмосферу для зустрічі двох закоханих на званому вечорі у Капулетті».
Згодом професор англійської літератури та шекспірознавець Джилл Л.Левенсон написав, що партитура Рота «підсилила чуттєву сторону стосунків закоханих, але мало додала до їхньої правдоподібності». Згідно з рецензією BBC «сюїта з Ромео і Джульєтти є разючою симфонією, що спирається на класичне підґрунтя Рота для відтворення розкішних тем кохання — елегантна партія валторни для закоханого парубка, та журлива лютня, що зображає пробудження дівчини».
З іншого боку, критик Джек Йоргенс зневажливо поставився до композиції «What Is a Youth» за її «нудотну солодкуватість». На сайті Rate Your Music саундтрек отримав рейтинг 3.89 з 5, на основі 55 оцінок у жовтні 2013 року.

## Аранжування
1968 року світ побачили численні аранжування пісні «What Is a Youth». Передусім слід відзначити найвідоміші версії «A Time for Us» у виконанні Енді Вільямса та «Ai Giochi Addio» у виконанні Лучано Паваротті. Інші аранжування здійснили Андре Ріє, Рішар Клайдерман та ін. Пісня «Old Money» у виконанні Лани Дель Рей з її альбому 2014 року Ultraviolence містить семпли з композиції «What Is a Youth».

## Оригінальний перелік композицій
- Перша сторона

1. «Prologue» 2:46 — («Пролог»)
2. «What Is a Youth» 7:24 — («Що є юнак?»)
3. «The Balcony Scene» 9:26 — («Сцена на балконі»)

- Друга сторона

1. «Romeo & Juliet Are Wed» 3:00 — («Одруження Ромео і Джульєтти»)
2. «The Death Of Mercutio And Tybalt» 3:35 — («Смерть Меркуціо і Тібальта»)
3. «Farewell Love Scene» 4:21 — («Прощальна сцена кохання»)
4. «The Likeness Of Death» 2:36 — («Образ смерті»)
5. «In Capulet's Tomb» 7:22 — («У склепі Капулетті»)
6. «All Are Punished» 2:07 — («Усіх покарано»)